# Carepalxis
Carepalxis L.Koch, 1872 è un genere di ragni appartenente alla famiglia Araneidae.

## Etimologia
Il nome deriva dal greco κάρα, kàra, cioè testa, capo, e  ἔπαλξις, èpalxis, cioè riparo, merlo, parapetto, probabilmente per la forma del capo.

## Distribuzione
Delle 12 specie oggi note di questo genere, 7 sono state rinvenute in Australia (principalmente nel Queensland); tre in America centrale e meridionale; infine due sono endemiche della Nuova Guinea.

## Tassonomia
A maggio 2011, si compone di 12 specie:
- Carepalxis beelzebub (Hasselt, 1873) — Victoria (Australia)
- Carepalxis bilobata Keyserling, 1886 — Queensland (Australia)
- Carepalxis camelus Simon, 1895 — Paraguay, Argentina
- Carepalxis coronata (Rainbow, 1896) — Nuovo Galles del Sud
- Carepalxis lichensis Rainbow, 1916 — Queensland (Australia)
- Carepalxis montifera L. Koch, 1872[2] — Queensland (Australia)
- Carepalxis perpera (Petrunkevitch, 1911) — Messico
- Carepalxis poweri Rainbow, 1916 — Nuovo Galles del Sud
- Carepalxis salobrensis Simon, 1895 — Giamaica, dal Messico al Brasile
- Carepalxis suberosa Thorell, 1881 — Nuova Guinea
- Carepalxis tricuspidata Chrysanthus, 1961 — Nuova Guinea
- Carepalxis tuberculata Keyserling, 1886 — Queensland (Australia), Nuovo Galles del Sud

### Specie trasferite
- Carepalxis bispinosa Mello-Leitão, 1945; trasferita al genere Ocrepeira Marx, 1883, a seguito di un lavoro dell'aracnologo Levi del 1992[1].
- Carepalxis normalis Keyserling, 1892; trasferita al genere Scoloderus Simon, 1887; a seguito di uno studio dell'aracnologo Traw del 1996 è stata riconosciuta la sinonimia di questi esemplari con Scoloderus cordatus (Taczanowski, 1879)[1].